# Adenia
Adenia ist eine Pflanzengattung der Familie der Passionsblumengewächse (Passifloraceae). Der botanische Name der Gattung geht zurück auf das griechische Wort aden für ‚Drüse‘ und bezieht sich auf die fast immer vorhandenen Drüsen an den Blättern der Pflanzen.

## Beschreibung

### Vegetative Merkmale
Adenia-Arten wachsen als krautige, mehr oder weniger verholzende, ausdauernde Kletterpflanzen mit aus den Blattachseln erscheinenden Ranken oder manchmal auch als aufrechte Kräuter oder Kleinsträucher meist ohne Ranken. Dabei bilden sie oft einen Wurzelstock oder eine Knolle oder einen geschwollenen Hauptstamm (Caudex) aus, der manchmal mit Dornen oder Stachel besetzt ist oder auch kahl oder filzig behaart sein kann. Die Blätter sind einfach und ganzrandig, gelappt, handförmig geteilt oder unecht zusammengesetzt ausgebildet und mit keinen, einer oder zwei Nektardrüsen versehen. Die Drüsen stehen an der Basis der Spreite, an oder in der Nähe der Spitze des Blattstieles. Die winzigen Nebenblätter sind dreieckig oder nierenförmig.

### Generative Merkmale
Die achselständigen Blütenstände sind traubig, wobei die mittlere oder die ersten drei Blüten oft durch Ranken ersetzt sind. Die winzigen Brakteen und Brakteolen sind dreieckig oder pfriemlich geformt. Die eingeschlechtlichen, zwittrigen oder mit beiden Merkmalen ausgebildeten Blüten sind glockig oder urnenförmig bis röhrig oder trichterig ausgebildet. Sie sind immer kahl und meist grünlich bis gelblich gefärbt. Der Blütenbecher ist untertassenförmig, becherig oder röhrig ausgeformt. Die 4 bis 6, meistens aber 5 ziegeligen, ausdauernden Kelchblätter stehen frei oder sind teilweise zu einer, manchmal langen, Kelchröhre verwachsen. Die 4 bis 6, meistens aber 5 gefransten oder geschlitzten Kronblätter sind ebenfalls freistehend, vom Blütenkelch umschlossen und manchmal auch mit der Kelchröhre verwachsen. Die Nebenkrone kann ringförmig, aus 5 kappenförmigen Segmenten bestehend, aus einem geschlitzten Rand, membranartig, aus haarartigen Fortsätzen bestehend ausgebildet sein oder sie fehlt gänzlich. Meist ist sie mit 5 membranartigen Trennwänden gegenüber den Kronblättern versehen. Diese verbinden den Blütenbecher mit der Staubfadenröhre und bilden somit 5 Fächer aus. Die 5 zungen- oder riemenförmigen Nektarschüppchen sind an oder nahe der Basis des Blütenbechers angesetzt und stehen im Wechsel zu den Kronblättern oder fehlen.
männliche Blüten
Die 4 bis 6, meist aber 6 Staubblätter sind unterschiedlich am Blütenbecher angesetzt. Die Staubfäden stehen frei oder sind teilweise zu einer Röhre miteinander verwachsen. Die länglich bis linealischen Staubbeutel sind basifix und oft mit aufgesetzten Spitzchen versehen. Sie besitzen 2 Theken die intrors bis seitlich öffnend stehen.
weibliche Blüten
Sie sind meist kleiner als die männlichen Blüten und besitzen auch kleinere Kronblätter. Die Staminodien sind mehr oder weniger pfriemlich geformt. Der kurz gestielte oder fast sitzende Fruchtknoten ist oberständig angeordnet, kugelig bis länglich und kahl. Es werden 3 bis selten 5 Placenten ausgebildet mit zahlreichen Samenanlagen. Die manchmal sehr kurzen, 3 bis seltener 5 Griffel stehen frei oder sind teilweise verwachsen. Die meist kugelige Narbe kann geschlitzt, federig oder dicht wollig-warzig ausgebildet sein.
Die mehr oder weniger beerenartigen, selten auch etwas verholzten Früchte sind 3 bis 5 klappige Kapseln mit einem lederigen oder fleischigen Perikarp. Sie sind grünlich bis gelb oder leuchtend rot gefärbt. Die mehr oder weniger zusammengepressten Samen sind mit einer krustig-grubigen Testa versehen und meist von einem membranartigen  bis fleischigen, manchmal auch saftigen Arillus umhüllt.

### Zytologie
Die Chromosomenzahl von Adenia beträgt 2n = 24 oder 2n = 48.

## Verbreitung
Die Arten der Gattung sind im tropischen  und südlichem Afrika, in Madagaskar, Indien, Sri Lanka, Malesien und in Nord-Australien verbreitet.

## Systematik

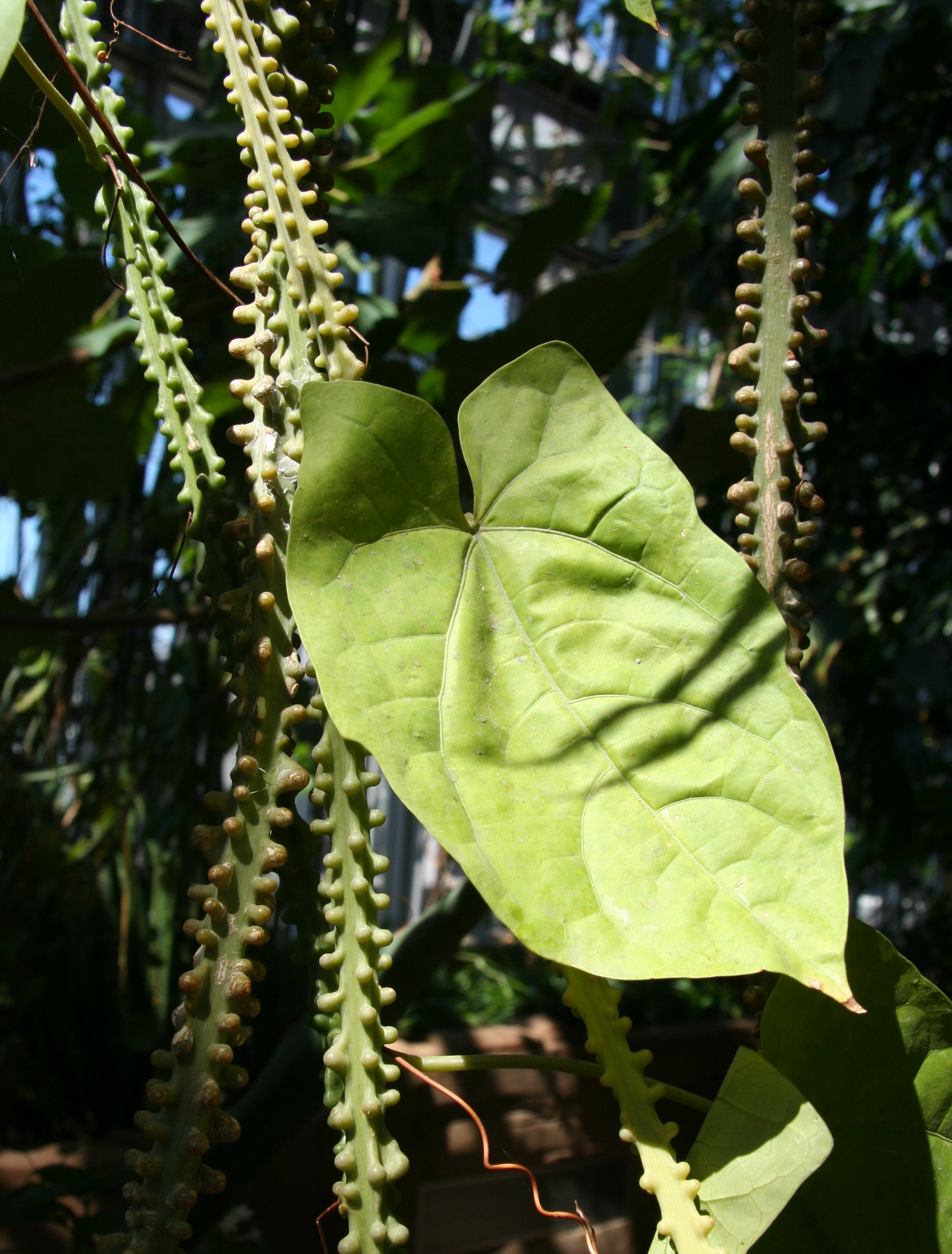
Adenia lobata

Die Gattung wurde 1775 durch Peter Forsskål aufgestellt. Die Typusart ist Adenia venenata. Als Synonyme für die Gattung gelten Modecca Lam., Kolbia P.Beauv., Blepharanthes Sm., Paschanthus Burch., Erythrocarpos M.Roem., Microblepharis M.Roem., Clemanthus Klotzsch, Machadoa Welw. ex Benth. & Hook. f., Keramanthus Hook. f., Ophiocaulon Hook. f., Jaeggia Schinz sowie Echinothammus Engl.
Basierend auf der Position der Blattdrüsen, der Morphologie der Blütenstände sowie der Konstruktion der Blüten wird die Gattung von W.J. de Wilde in sechs Sektionen aufgeteilt:
- Sektion Microblepharis (Wight & Arn.) Engl.:
Meist Kletterpflanzen, oft mit einem Caudex oder unterirdischen Knollen, ein, zwei oder selten 4 Drüsen an der Basis der Blattspreite, die Blütenstände stehen in den Blattachseln oder an Kurztrieben, die zweihäusigen Pflanzen tragen eingeschlechtliche Blüten, der Blütenbecher ist etwa so lang wie breit, die Kelch- und Kronblätter stehen frei, die Nebenkrone ist membranartig ausgebildet oder aus Filamenten oder Haaren bestehend, selten fehlt sie, die Staubfäden setzen an der Basis des Blütenbechers an, die Nektarschüppchen sind oft vorhanden, die Narbe steht an freien Griffelarmen; 10 Arten in Ost- und Südafrika, eine Art in Madagaskar, 5 Arten in Südostasien.
- Sektion Adenia:
Meist caudexbildende oder mit Knollen wachsende Kletterpflanzen mit ein bis zwei Drüsen an der Basis der Blattspreite, die Blütenstände stehen in Blattachseln oder meist an Kurztrieben, die zweihäusigen Pflanzen tragen eingeschlechtliche Blüten, der Blütenbecher ist viel länger als breit ausgebildet, die Kelch- und Kronblätter stehen frei, die Nebenkrone ist membranartig ausgebildet oder aus Fäden bestehend oder sie fehlt, die Staubfäden setzen an unterschiedlichen Stellen im Blütenbecher an, die Nektarschüppchen sind vorhanden oder fehlen, die Narbe steht an freien Griffelarmen oder selten an einem einzigen langen Griffel; 3 Arten in Ost-Afrika, 20 Arten in Madagaskar.
- Sektion Blepharanthes (Wight & Arn.) Engl.:
Kleine bis große, manchmal caudexbildende oder mit Knollen wachsende Kletterpflanzen oder aufrechte Kräuter mit Knollen mit keinen, einer oder zwei Drüsen an der Basis der Blattspreite mit Ausnahme der Adenia-lobata-Gruppe, dort stehen die Drüsen an den Öhrchen, die zweihäusigen oder polygamen Pflanzen tragen eingeschlechtliche oder zwittrige Blüten, die gestielten oder beinahe sitzenden Blütenstände stehen in den Blattachseln, der Blütenbecher kann flach bis sehr lang ausgebildet sein, die Kelchblätter sind teilweise zu einer Kelchröhre verwachsen, die Nebenkrone besteht aus Fäden oder aus Haaren, selten fehlt sie, die Staubfäden setzen an der Basis des Blütenbechers an, die Nektarschüppchen sind vorhanden, die Narbe steht an freien Griffelarmen; 34 Arten in Afrika, 2 Arten in Südasien.

- Sektion Erythrocarpos (M.Roem.) de Wilde:
Nicht sukkulente, große Lianen mit zwei Drüsen an Öhrchen an der Basis der Blattspreite, die Blütenstände stehen in Blattachseln, die zweihäusigen oder selten einhäusigen Pflanzen tragen eingeschlechtliche Blüten, die Kelchblätter sind sehr oft zu einer schmalen Röhre verwachsen, die Kronblätter fast immer mit der Kelchröhre verwachsen, die Nebenkrone fehlt, die Staubfäden setzen an der Basis des Blütenbechers an, die Nektarschüppchen fehlen, die Narbe steht an freien Griffelarmen oder ist fast sitzend ausgebildet, die reifen Früchte sind im Gegensatz zu den anderen Sektionen oft rot gefärbt; 7 Arten in Südost-Asien und Malaysia.
- Sektion Paschanthus (Burch.) Harms:
Kleine, knollenbildende Kletterpflanzen mit zwei Drüsen an der Basis der Blattspreite, die Blütenstände stehen in Blattachseln und tragen polygame Blüten, die Kelchblätter sind teilweise zu einer schmalen Röhre verwachsen, die Kronblätter sind mit der Kelchröhre verwachsen, die Nebenkrone fehlt, die Staubfäden setzen seitlich an der Blütenröhre an, die Nektarschüppchen fehlen, die Narbe steht an freien Griffelarmen; 1 Art in Süd- und Südwestafrika.
- Sektion Ophiocaulon (Hook. f.) Harms:
Große Kletterpflanzen, welche manchmal Knollen ausbilden mit einer Drüse an der Basis der Blattspreite an einem spateligen Anhängsel der Mittelrippe, die Blütenstände stehen in Blattachseln an speziellen blütentragenden Trieben, die zweihäusigen Pflanzen tragen eingeschlechtliche Blüten, der flache Blütenbecher ist untertassenförmig ausgebildet, die Kelch- und die Kronblätter stehen meist frei, die Nebenkrone fehlt oder besteht aus 5 fleischigen Kappen oder ist als fleischiger Rand, selten als zwei Ränder, ausgebildet, die Staubfäden setzen an der Basis des Blütenbechers an, die Staubbeutel sind mehr oder weniger nach innen geneigt, im Gegensatz zu den anderen Sektionen, wo sie gerade ausgebildet sind, die Nektarschüppchen sind fast sitzend: 12 Arten in Afrika.

Eine Auswahl der Arten:
- Sektion Microblepharis (Wight & Arn.) Engl.
  - Adenia aculeata Engl.
  - Adenia fruticosa Burtt Davy
    - Adenia fruticosa subsp. fruticosa
    - Adenia fruticosa subsp. simplicifolia de Wilde
    - Adenia fruticosa subsp. trifoliolata de Wilde

  - Adenia glauca Schinz
  - Adenia inermis (de Wilde) de Wilde
  - Adenia karibaensis de Wilde
  - Adenia pechuelii (Engl.) Harms
  - Adenia penangiana (Wall. ex G. Don) de Wilde
    - Adenia penangiana var. parvifolia (Pierre ex Gagnep.) de Wilde
    - Adenia penangiana var. penangiana

  - Adenia spinosa Burtt Davy
  - Adenia wightiana Engl.
    - Adenia wightiana subsp. africana de Wilde
    - Adenia wightiana subsp. wightiana
- Sektion Adenia
  - Adenia ballyi Verdc.
  - Adenia firingalavensis (Drake ex Jum.) Harms
    - Adenia firingalavensis var. firingalavensis
    - Adenia firingalavensis var. stylosa (H.Perrier) de Wilde

  - Adenia globosa Engl.
    - Adenia globosa subsp. curvata (Verdc.) de Wilde
    - Adenia globosa subsp. globosa
    - Adenia globosa subsp. pseudoglobosa (Verdc.) de Wilde

  - Adenia lapiazicola Bard.-Vauc.
  - Adenia olaboensis Clav.
    - Adenia olaboensis var. olaboensis
    - Adenia olaboensis var. parva de Wilde

  - Adenia perrieri Clav.
  - Adenia pyromorpha (H.Perrier) de Wilde
  - Adenia refracta Schinz
  - Adenia subsessilifolia H.Perrier
  - Adenia venenata Forssk.
- Sektion Blepharanthes (Wight & Arn.) Engl.
  - Adenia digitata Engl.
  - Adenia dolichosiphon Harms
  - Adenia ellenbeckii Harms
  - Adenia epigea H.Perrier
  - Adenia erecta de Wilde
  - Adenia goetzei Harms
  - Adenia hastata Schinz
    - Adenia hastata var. glandulifera de Wilde
    - Adenia hastata var. hastata

  - Adenia hondala (Gaertner) de Wilde
  - Adenia huillensis (Welw.) A.Fern. & R.Fern.
  - Adenia keramanthus Harms
  - Adenia kirkii Engl.
  - Adenia lanceolata Engl.
    - Adenia lanceolata subsp. lanceolata
    - Adenia lanceolata subsp. scheffleri (Engl. & Harms) de Wilde

  - Adenia lindiensis Harms
  - Adenia malangeana Harms
  - Adenia metriosiphon de Wilde
  - Adenia monadelpha H.Perrier
  - Adenia mossambicensis de Wilde
  - Adenia ovata de Wilde
  - Adenia pulchra M.G.Gilbert & de Wilde
  - Adenia schliebenii Harms
  - Adenia stenodactyla Harms
  - Adenia stricta (Mast.) Engl.
  - Adenia tisserantii A.Fern. & R.Fern.
  - Adenia trisecta (Mast.) Engl.
  - Adenia tuberifera R.E.Fr.
  - Adenia volkensii Harms
  - Adenia welwitschii (Mast.) Engl.
  - Adenia wilmsii Harms
  - Adenia zambesiensis A.Fern. & R.Fern.
- Sektion Erythrocarpos (M.Roem.) de Wilde
  - Adenia cardiophylla (Mast.) Engl.
  - Adenia cordifolia (Blume) Engl.
  - Adenia heterophylla (Blume) Koord.
    - Adenia heterophylla subsp. heterophylla
    - Adenia heterophylla subsp. australis (DC.) de Wilde
- Sektion Paschanthus (Burch.) Harms
  - Adenia repanda (Burch.) Engl.
- Sektion Ophiocaulon (Hook. f.) Harms
  - Adenia gummifera Harms
    - Adenia gummifera var. cerifera de Wilde
    - Adenia gummifera var. gummifera

## Nachweise

## Weiterführende Literatur
- David J. Hearn: Adenia (Passifloraceae) and Its Adaptive Radiation: Phylogeny and Growth form Diversification. In: Systematic Botany. Band 31, Nummer 4, 2006, S. 805–821 (doi:10.1600/036364406779695933).
- David J. Hearn: Novelties in Adenia (Passifloraceae): Four new species, a new combination, a vegetative key, and diagnostic characters for known Madagascan species. In: Brittonia. Band 59, Nummer 4, 2007, S. 308–327 (doi:10.1663/0007-196X(2007)59[308:NIAPFN]2.0.CO;2).
- David J. Hearn: Developmental patterns in anatomy are shared among separate evolutionary origins of stem succulent and storage root-bearing growth habits in Adenia (Passifloraceae). In: American Journal of Botany. Band 96, Nummer 11, 2009, S. 1941–1956 (doi:10.3732/ajb.0800203).